# 척 롭
찰스 스피탈 롭(영어: Charles Spittal Robb, 1939년 6월 26일 ~ )은 1982년부터 1986년까지 64대 버지니아 주지사를 지냈고 1989년부터 2001년까지 버지니아주 상원의원을 지낸 미 해병대 장교이자 정치인이다. 민주당 소속인 롭은 2000년 상원의원 3선에 도전했으나 또 다른 주지사였던 공화당 조지 앨런에게 패배했다.
롭은 2004년 2월부터 2005년 12월까지 전 미국 법무장관 로렌스 실버먼과 함께 이라크 정보위원회의 공동 위원장을 맡았다. 2006년에 그는 대통령의 정보 자문 위원회에서 일하도록 임명되었다. 2001년부터 롭은 MITRE Corporation의 이사회 멤버였다.

## 역대 선거 결과
| 선거명      | 직책명                    | 대수  | 정당   | 득표율 | 득표        | 결과 | 당락                     |
| ----------- | ------------------------- | ----- | ------ | ------ | ----------- | ---- | ------------------------ |
| 1977년 선거 | 버지니아 부지사           | 33대  | 민주당 | 54.24% | 652,084표   | 1위  | 버지니아 부지사 당선     |
| 1981년 선거 | 버지니아 주지사           | 64대  | 민주당 | 53.52% | 760,357표   | 1위  | 버지니아 주지사 당선     |
| 1988년 선거 | 상원의원 (버지니아 제1부) | 101대 | 민주당 | 71.25% | 1,474,086표 | 1위  | 버지니아주 상원의원 당선 |
| 1994년 선거 | 상원의원 (버지니아 제1부) | 104대 | 민주당 | 45.61% | 938,376표   | 1위  | 버지니아주 상원의원 당선 |
| 2000년 선거 | 상원의원 (버지니아 제1부) | 107대 | 민주당 | 47.68% | 1,296,093표 | 2위  | 낙선                     |